# Albert Regel
Johann Albert Regel, född 12 december 1845 i Zürich, död 6 juli 1908 i Odessa, var en schweizisk-rysk läkare, botaniker och Asienforskare. Han var son till Eduard von Regel.
Regel var 1876–85 läkare i Yining, varifrån han företog flera resor (1876 till Qaratau, 1878–80 i Iliområdet, 1880 till Ferganadalen, 1881–84 till Amu-Darja och Merv) och undersökte växtvärlden. Jämte botaniska arbeten och reseberättelser (i August Petermanns "Mitteilungen") skrev han (på ryska) resebrev från Turkestan (1876).
Auktorsnamnet A.Regel kan användas för Albert Regel i samband med ett vetenskapligt namn inom botaniken; se Wikipediaartiklar som länkar till auktorsnamnet.